# Meizhou
Méizhōu (chinês: 梅州) é uma prefeitura com nível de cidade na província de Cantão, na China. De acordo com o censo de 2010, a população da cidade era de 935 516 pessoas.